# Ребров Сергій Станіславович
Сергі́й Станісла́вович Ребро́в (нар. 3 червня 1974, Горлівка, Донецька область) — український футболіст і футбольний тренер. Грав на позиції нападника (ближче до закінчення кар'єри футболіста більше грав на позиції атакувального півзахисника). Більшу частину кар'єри провів у київському «Динамо» (1992—2000, 2005—2008), грати починав у донецькому «Шахтарі». Також виступав за англійські «Тоттенгем» і «Вест Гем», турецький «Фенербахче», російський «Рубін». Переможець трьох чемпіонатів: українського (дев'ятиразовий), турецького та російського.
Другий найкращий бомбардир в історії чемпіонатів України (після Максима Шацьких), а також перший, хто забив у чемпіонаті України сто голів.
За національну збірну України зіграв 75 матчів і забив 15 голів. Чвертьфіналіст чемпіонату світу 2006 року.
Кар'єру футболіста закінчив 2009 року, після чого працює на тренером. У 2014—2017 роках — головний тренер київського «Динамо». Першим виграв Кубок України як гравець і тренер. На чолі «Динамо» двічі виграв чемпіонат України, на чолі «Ференцвароша» тричі виграв чемпіонат Угорщини.
З 2023 року — головний тренер збірної України.

## Клубна кар'єра

### «Шахтар»
Ребров долучився до «Шахтаря» (Донецьк) у юнацькому віці в сезоні 1990-91, встиг зіграти в останньому чемпіонаті СРСР 1991 року (під керівництвом Валерія Яремченка). Зіграв за «Шахтар» 26 матчів і забив 12 м'ячів.

### «Динамо»
У серпні 1992 року перейшов до київського «Динамо». Сума трансферу становила 150 000 доларів. У період між 1992 і 2000 роками він забив 93 голи у 189 матчах вищої ліги чемпіонату України і 18 голів у 35 матчах на Кубок України.
Сергій Ребров забив кілька ключових голів у європейських клубних турнірах, зокрема у сезонах 1997-98 і 1998-99 Кубку чемпіонів УЄФА, включно зі славнозвісним голом проти «Барселони» з гострого кута. Тоді «Динамо» досягло півфіналу Ліги чемпіонів, де поступилося мюнхенській «Баварії». Гра Реброва в ці роки була просто неймовірною. Його з одноклубником Андрієм Шевченком називали найкращою зв'язкою нападників у світовому футболі. За роки, проведені в «Динамо», Ребров зіграв за клуб 248 матчів і забив 139 м'ячів.

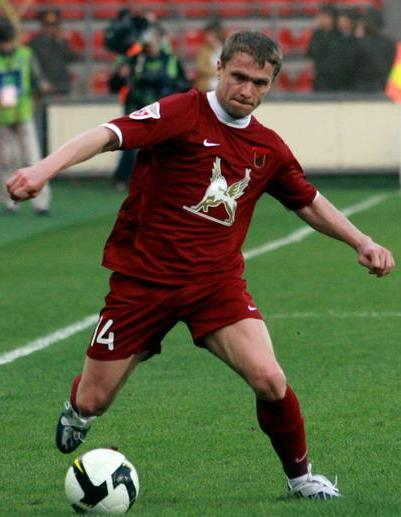
Сергій Ребров під час виступів за «Рубін» (травень 2009)

### «Тотенгем»
У червні 2000 року Сергій перейшов до англійського клубу «Тоттенгем» за 11 млн фунтів стерлінгів, однак після звільнення Джорджа Грема у березні 2001 він не зміг знайти спільної мови з новим тренером Гленом Годдлом. За клуб Сергій зіграв 59 матчів і забив 10 м'ячів.

### Оренда у «Фенербахче»
Реброва віддали в оренду спершу до стамбульського «Фенербахче», де він провів 2002—2004 роки. У першому сезоні зіграв 13 матчів і забив 2 голи, у наступному — 30 матчів, 3 голи. Загалом за цей час він зіграв там 43 матчі та забив 5 голів.

### «Вест Гем Юнайтед»
Пізніше віддали в оренду і взагалі до клубу нижчої англійської ліги — «Вест Гем Юнайтед» (Лондон), через що Сергій втратив місце у складі національної збірної України. Ребров провів там лише 1 сезон: зіграв 33 матчі, забив два голи.

### Повернення до Києва
1 червня 2005 року Сергій став вільним агентом після відмови продовжити контракт і через два дні підписав новий трирічний контракт з «Динамо». У новому сезоні 2005-06, граючи на позиції атакуючого півзахисника, Реброву вдалося повернутися на пік форми: він став найкращим бомбардиром клубу в національному чемпіонаті, найкращим у лізі за системою «гол+пас», а також найкращим гравцем ліги за результатами опитування головних тренерів і капітанів команд.
У липні 2007 року Ребров став капітаном «Динамо». У сезоні 2007-08 він став грати менше, вийшовши у стартовому складі в 7 з 18 матчів в осінній частині чемпіонату. Його гру в деяких іграх жорстко критикувала преса. Повідомлялося, що Ребров може перейти до київського «Арсеналу» в міжсезоння. Однак під керівництвом нового тренера Юрія Сьоміна Ребров зіграв у стартовому складі в усіх матчах Кубка Першого каналу, і його назвали найкращим гравцем турніру. Після довгих переговорів із керівництвом «Динамо» у лютому-березні 2008 року контракт із ветераном не продовжили. Від 6 березня 2008 Сергій Ребров став повноцінним футболістом російського «Рубіна» (Казань). Сума компенсації — 1 млн доларів.

### «Рубін»
Разом з казанською командою Сергій Ребров став чемпіоном Росії 2008. На початку сезону 2009 перестав потрапляти до основного складу «Рубіна», тому влітку покинув клуб. Новою командою нападника міг стати київський «Арсенал», однак умови «канонірів» не задовольнили футболіста — Ребров вирішив завершити ігрову кар'єру і прийняв пропозицію працювати асистентом тренера в молодіжній команді «Динамо» (Київ). У серпні 2009 Ребров відіграв один матч Кубка України за аматорський клуб «Ірпінь» (Гореничі).

## Виступи за збірну
За національну збірну України дебютував 27 червня 1992 року в матчі проти збірної США (0:0). Був у заявці збірної на чемпіонат світу 2006 року в Німеччині, де відзначився дальнім результативним ударом у матчі групового турніру проти збірної Саудівської Аравії. Забив пенальті у післяматчевій серії у матчі 1/8 фіналу проти Швейцарії, чим допоміг збірній України потрапити до 1/4 фіналу. Останній матч за збірну провів 6 вересня 2006 року проти Грузії (3:2).
Всього за кар'єру зіграв 75 матчів і забив 15 голів.

## Тренерська кар'єра
Наступного дня після завершення ігрової кар'єри Ребров оголосив про своє працевлаштування тренером молодіжного складу київського «Динамо», де став помічником Володимира Мунтяна. Незабаром після цього Ребров, який не мав тренерського досвіду, пішов на тренерські курси, після завершення яких отримав Диплом-А.

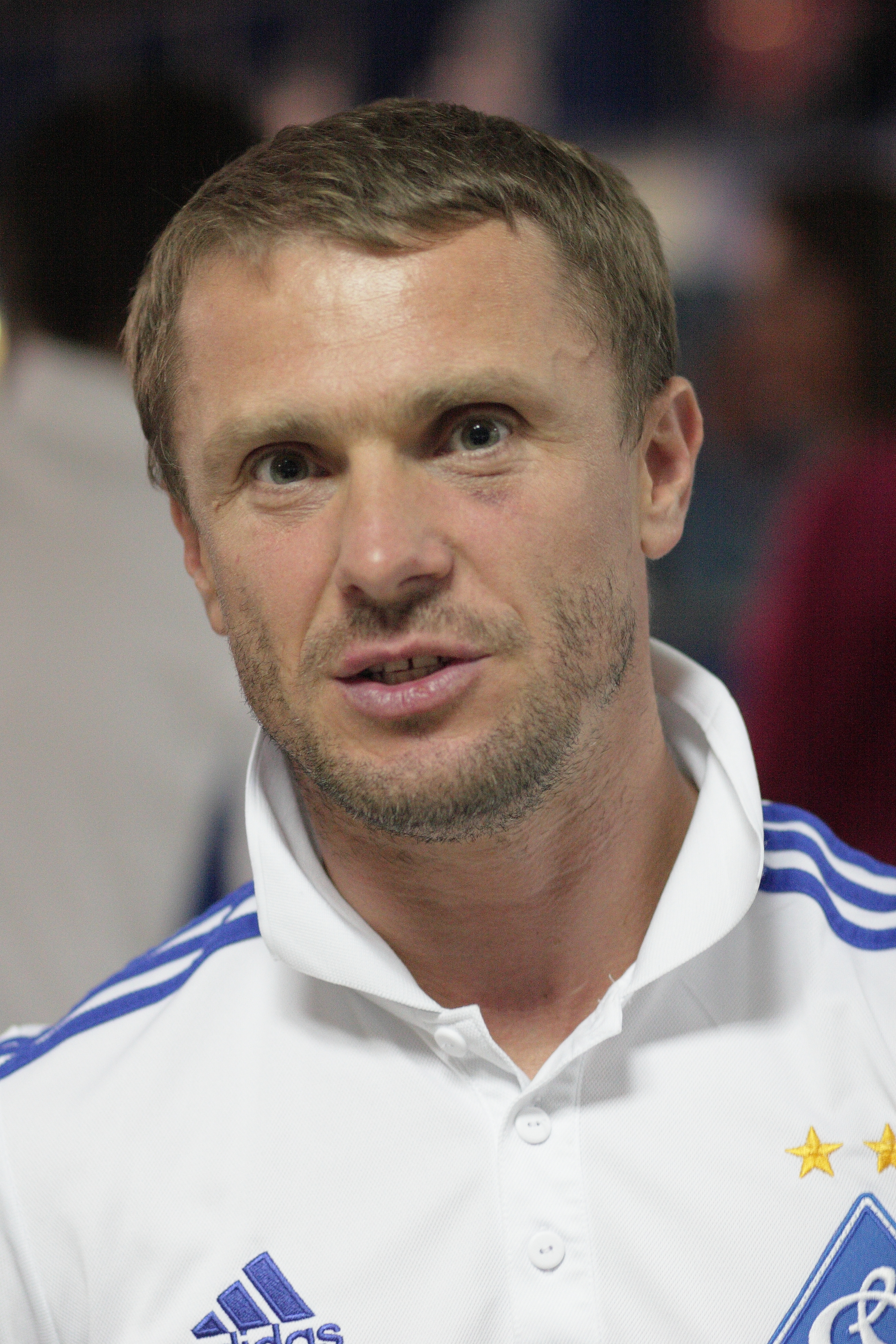
Ребров під час роботи в штабі тренера «Динамо» Юрія Сьоміна (вересень 2011)

У червні 2010 року Ребров став асистентом тренера другої динамівської команди, ставши помічником Геннадія Литовченка. А вже в серпні того ж року новий наставник збірної України Юрій Калитвинцев взяв обох тренерів до свого штабу й вони стали суміщати посади, працюючи так до квітня 2011 року, поки Калитвинцев керував збірною.
У грудні 2010 року Реброва перевели до першої динамівської команди. Він став одним із помічників у тренерському штабі Юрія Сьоміна, а після приходу у вересні 2012 року Олега Блохіна залишився і в його штабі. 20 вересня 2013 року, після звільнення тренерського штабу (Олексія Михайличенка, Андрія Баля та Юрія Роменського), Ребров став асистентом Блохіна. У березні 2014 року отримав тренерський Pro-диплом УЄФА.
16 квітня 2014 року, після звільнення Блохіна, Ребров став виконувачем обов'язків головного тренера киян.

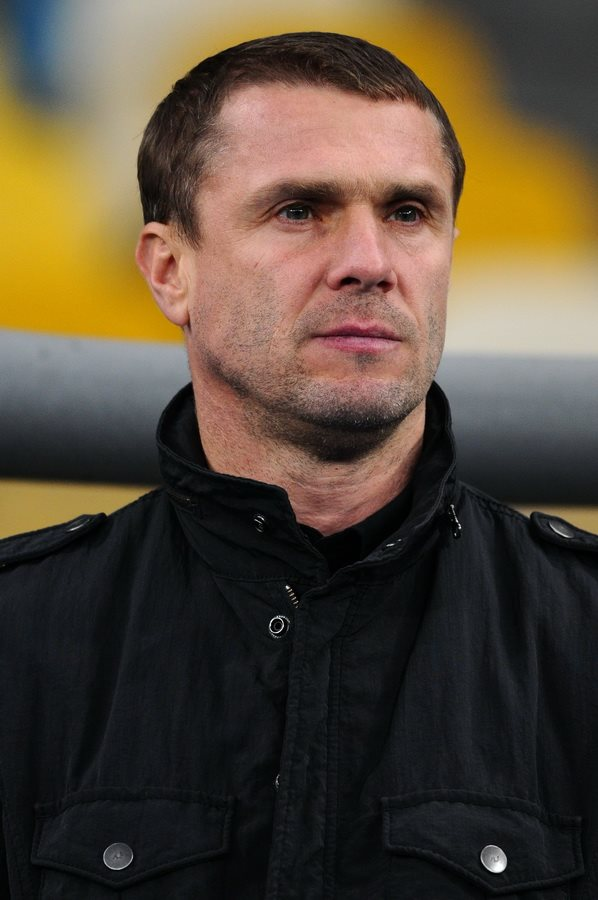
Ребров, 2015

18 травня 2014 року Реброва затвердили головним тренером київського «Динамо».
1 червня 2017 року Сергій Ребров покинув пост головного тренера футбольного клубу «Динамо» (Київ). За три роки роботи з клубом Ребров двічі ставав чемпіоном України (2015, 2016), двічі володарем Кубка України (2014, 2015), Суперкубка України (2016) та виводив киян у плей-оф Ліги Чемпіонів (2016).
21 червня 2017 року Сергій Ребров очолив тренерський штаб клубу із Саудівської Аравії «Аль-Аглі» із Джидди..
22 серпня 2018 року став головним тренером угорського клубу «Ференцварош». На чолі цієї команди Ребров виграв три чемпіонати Угорщини поспіль, вивів «фраді» в груповий етап Ліги чемпіонів, був визнаний найкращим тренером чемпіонату Угорщини сезону 2020/21. Покинув посаду 4 червня 2021.
6 червня 2021 року Ребров очолив найтитулованіший клуб ОАЕ «Аль-Айн» із однойменного міста. Цього ж року 9 серпня Реброву запропонували стати головним тренером Збірної України з футболу, замінивши на цій посаді Андрія Шевченка. Спочатку повідомлялося, що Ребров підписав контракт на тренерську посаду терміном на два роки, проте 11 серпня він заявив, що відмовився від посади та далі працюватиме тренером в «Аль-Айні».

## Особисте життя
30 грудня 1998 року одружився. Перша дружина Людмила, син Дмитро (нар. 5 жовтня 1999 року).
Сергій Ребров є завзятим радіоаматором. Він — майстер спорту міжнародного класу з радіоспорту, чемпіон світу 2005 року і Європи 2003 року. Захоплення радіотехнікою футболіст перейняв від батька, який є одним з провідних радіоаматорів України.
14 березня 2013 року неподалік від бази київського «Динамо» Людмила Реброва потрапила в автоаварію. За однією з версій, вона, не впоравшись із керуванням, виїхала на зустрічну смугу і врізалася в автомобіль «Жигулі», який перекинувся від удару. Унаслідок цього загинула вагітна жінка і постраждав її чоловік, що їхали в «Жигулях». Після цього Людмила виїхала на постійне проживання до Англії.
На початку 2016 року Ребров одружився вдруге, разом з дружиною Анною виховують сина.

## Статистика виступів

### Клубна
| Сезон             | Клуб              | Чемпіонат | Чемпіонат | Кубок | Кубок | Єврокубки | Єврокубки | Інші | Інші | Всього | Всього |
| Сезон             | Клуб              | Ігри      | Голи      | Ігри  | Голи  | Ігри      | Голи      | Ігри | Голи | Ігри   | Голи   |
| ----------------- | ----------------- | --------- | --------- | ----- | ----- | --------- | --------- | ---- | ---- | ------ | ------ |
| 1991              | Шахтар            | 7         | 2         | 3     | 1     | -         | -         | -    | -    | 10     | 3      |
| 1992              | Шахтар            | 19        | 10        | 6     | 1     | -         | -         | -    | -    | 25     | 11     |
| 1992-93           | Динамо Київ       | 23        | 5         | 6     | 2     | 2         | 0         | -    | -    | 31     | 7      |
| 1993-94           | Динамо Київ       | 10        | 2         | 1     | 0     | 2         | 1         | -    | -    | 13     | 3      |
| 1994-95           | Динамо Київ       | 24        | 8         | 6     | 1     | 7         | 1         | -    | -    | 37     | 10     |
| 1995-96           | Динамо Київ       | 31        | 9         | 5     | 1     | 2         | 0         | -    | -    | 38     | 10     |
| 1996-97           | Динамо Київ       | 30        | 20        | 1     | 0     | 4         | 0         | -    | -    | 35     | 20     |
| 1997-98           | Динамо Київ       | 29        | 22        | 7     | 7     | 12        | 8         | -    | -    | 48     | 37     |
| 1998-99           | Динамо Київ       | 22        | 9         | 5     | 5     | 14        | 8         | -    | -    | 41     | 22     |
| 1999-00           | Динамо Київ       | 20        | 18        | 4     | 2     | 16        | 10        | -    | -    | 40     | 30     |
| 2000-01           | Тоттенгем         | 29        | 9         | 5     | 3     | -         | -         | 2    | 0    | 36     | 12     |
| 2001-02           | Тоттенгем         | 30        | 1         | 3     | 0     | -         | -         | 6    | 2    | 39     | 3      |
| 2002-03           | Фенербахче        | 13        | 2         | -     | -     | -         | -         | -    | -    | 13     | 2      |
| 2003-04           | Фенербахче        | 25        | 2         | 3     | 1     | -         | -         | -    | -    | 30     | 3      |
| 2004-05           | Вест Гем          | 27        | 1         | 2     | 0     | -         | -         | 4    | 1    | 33     | 2      |
| 2005-06           | Динамо Київ       | 27        | 13        | 5     | 1     | 1         | 0         | 1    | 0    | 34     | 14     |
| 2006-07           | Динамо Київ       | 17        | 6         | 2     | 0     | 7         | 2         | 1    | 0    | 27     | 8      |
| 2007-08           | Динамо Київ       | 9         | 1         | 2     | 0     | 5         | 1         | -    | -    | 16     | 2      |
| 2008              | Рубін             | 24        | 5         | 1     | 0     | -         | -         | -    | -    | 25     | 5      |
| 2009              | Рубін             | 7         | 0         | -     | -     | -         | -         | 1    | 0    | 8      | 0      |
| Всього за Динамо  | Всього за Динамо  | 242       | 113       | 44    | 19    | 72        | 31        | 2    | 0    | 360    | 163    |
| Всього за кар'єру | Всього за кар'єру | 423       | 145       | 67    | 25    | 72        | 31        | 15   | 3    | 577    | 204    |

- Інші — національний суперкубок, Кубок Ліги та Чемпіоншип Плей-офф

### Національна збірна
| Україна | 1992   | 1  | 0  |
| Україна | 1993   | 3  | 0  |
| Україна | 1994   | -  | -  |
| Україна | 1995   | -  | -  |
| Україна | 1996   | 5  | 1  |
| Україна | 1997   | 10 | 3  |
| Україна | 1998   | 5  | 4  |
| Україна | 1999   | 10 | 4  |
| Україна | 2000   | 5  | 0  |
| Україна | 2001   | 8  | 0  |
| Україна | 2002   | 7  | 1  |
| Україна | 2003   | 7  | 0  |
| Україна | 2004   | 4  | 0  |
| Україна | 2005   | 3  | 1  |
| Україна | 2006   | 7  | 1  |
| Всього  | Всього | 75 | 15 |

| Дата       | Місто            | Господарі          | Результат               | Гості                | Турнір                  | Голи | Примітки |
| ---------- | ---------------- | ------------------ | ----------------------- | -------------------- | ----------------------- | ---- | -------- |
| 27-06-1992 | Піскатевей       | США                | 0 – 0                   | Україна              | товариський матч        | -    | 76'      |
| 16-10-1993 | Гай-Пойнт        | США                | 1 – 2                   | Україна              | товариський матч        | -    | 46'      |
| 20-10-1993 | Сан-Дієго        | Мексика            | 2 – 1                   | Україна              | товариський матч        | -    | 46'      |
| 23-10-1993 | Бетлегем         | США                | 0 – 1                   | Україна              | товариський матч        | -    | 46'      |
| 01-05-1996 | Стамбул          | Туреччина          | 3 – 2                   | Україна              | товариський матч        | -    | 69'      |
| 13-08-1996 | Київ             | Україна            | 5 – 2                   | Литва                | товариський матч        | -    | 60'      |
| 31-08-1996 | Белфаст          | Північна Ірландія  | 0 – 1                   | Україна              | Відбір до ЧС 1998       | 1    | 46'      |
| 05-10-1996 | Київ             | Україна            | 2 – 1                   | Португалія           | Відбір до ЧС 1998       | -    | 76'      |
| 09-11-1996 | Порту            | Португалія         | 1 – 0                   | Україна              | Відбір до ЧС 1998       | -    |          |
| 23-03-1997 | Київ             | Україна            | 1 – 0                   | Молдова              | товариський матч        | 1    | 46'      |
| 29-03-1997 | Гранада          | Албанія            | 0 – 1                   | Україна              | Відбір до ЧС 1998       | 1    |          |
| 02-04-1997 | Київ             | Україна            | 2 – 1                   | Північна Ірландія    | Відбір до ЧС 1998       | -    |          |
| 30-04-1997 | Гранада          | Німеччина          | 2 – 0                   | Україна              | Відбір до ЧС 1998       | -    |          |
| 07-05-1997 | Київ             | Україна            | 1 – 1                   | Вірменія             | Відбір до ЧС 1998       | -    | 81'      |
| 07-06-1997 | Київ             | Україна            | 0 – 0                   | Німеччина            | Відбір до ЧС 1998       | -    | 80'      |
| 20-08-1997 | Київ             | Україна            | 1 – 0                   | Албанія              | Відбір до ЧС 1998       | 1    |          |
| 11-10-1997 | Єреван           | Вірменія           | 0 – 2                   | Україна              | Відбір до ЧС 1998       | -    |          |
| 29-10-1997 | Загреб           | Хорватія           | 2 – 0                   | Україна              | Відбір до ЧС 1998       | -    |          |
| 15-11-1997 | Київ             | Україна            | 1 – 1                   | Хорватія             | Відбір до ЧС 1998       | -    |          |
| 15-07-1998 | Київ             | Україна            | 1 – 2                   | Польща               | товариський матч        | -    | 46'      |
| 19-08-1998 | Київ             | Україна            | 4 – 0                   | Грузія               | товариський матч        | 2    | 46'      |
| 05-09-1998 | Київ             | Україна            | 3 – 2                   | Росія                | Відбір до ЧЄ 2000       | 1    |          |
| 10-10-1998 | Андорра-ла-Велья | Андорра            | 0 – 2                   | Україна              | Відбір до ЧЄ 2000       | 1    |          |
| 14-10-1998 | Київ             | Україна            | 2 – 0                   | Вірменія             | Відбір до ЧЄ 2000       | -    |          |
| 27-03-1999 | Сен-Дені         | Франція            | 0 – 0                   | Україна              | Відбір до ЧЄ 2000       | -    |          |
| 31-03-1999 | Київ             | Україна            | 1 – 1                   | Ісландія             | Відбір до ЧЄ 2000       | -    |          |
| 05-06-1999 | Київ             | Україна            | 4 – 0                   | Андорра              | Відбір до ЧЄ 2000       | 1    |          |
| 09-06-1999 | Єреван           | Вірменія           | 0 – 0                   | Україна              | Відбір до ЧЄ 2000       | -    | 70'      |
| 15-08-1999 | Київ             | Україна            | 1 – 1                   | Болгарія             | товариський матч        | 1    |          |
| 04-09-1999 | Київ             | Україна            | 0 – 0                   | Франція              | Відбір до ЧЄ 2000       | -    |          |
| 08-09-1999 | Рейк'явік        | Ісландія           | 0 – 1                   | Україна              | Відбір до ЧЄ 2000       | 1    |          |
| 09-10-1999 | Москва           | Росія              | 1 – 1                   | Україна              | Відбір до ЧЄ 2000       | -    |          |
| 13-11-1999 | Любляна          | Словенія           | 2 – 1                   | Україна              | Відбір до ЧЄ 2000       | -    |          |
| 17-11-1999 | Київ             | Україна            | 1 – 1                   | Словенія             | Відбір до ЧЄ 2000       | 1    |          |
| 26-04-2000 | Софія            | Болгарія           | 0 – 1                   | Україна              | товариський матч        | -    | 46'      |
| 31-05-2000 | Лондон           | Англія             | 2 – 0                   | Україна              | товариський матч        | -    |          |
| 02-09-2000 | Київ             | Україна            | 1 – 3                   | Польща               | Відбір до ЧС 2002       | -    |          |
| 07-10-2000 | Єреван           | Вірменія           | 2 – 3                   | Україна              | Відбір до ЧС 2002       | -    |          |
| 11-10-2000 | Осло             | Норвегія           | 0 – 1                   | Україна              | Відбір до ЧС 2002       | -    |          |
| 24-03-2001 | Київ             | Україна            | 0 – 0                   | Білорусь             | Відбір до ЧС 2002       | -    |          |
| 28-03-2001 | Кардіфф          | Уельс              | 1 – 1                   | Україна              | Відбір до ЧС 2002       | -    | 46'      |
| 02-06-2001 | Київ             | Україна            | 0 – 0                   | Норвегія             | Відбір до ЧС 2002       | -    | 46'      |
| 06-06-2001 | Київ             | Україна            | 1 – 1                   | Уельс                | Відбір до ЧС 2002       | -    |          |
| 01-09-2001 | Мінськ           | Білорусь           | 0 – 2                   | Україна              | Відбір до ЧС 2002       | -    |          |
| 05-09-2001 | Львів            | Україна            | 3 – 0                   | Вірменія             | Відбір до ЧС 2002       | -    |          |
| 11-11-2001 | Київ             | Україна            | 1 – 1                   | Німеччина            | Відбір до ЧС 2002       | -    | 55'      |
| 14-11-2001 | Дортмунд         | Німеччина          | 4 – 1                   | Україна              | Відбір до ЧС 2002       | -    | 70'      |
| 27-03-2002 | Констанца        | Румунія            | 4 – 1                   | Україна              | товариський матч        | -    | 63'      |
| 17-04-2002 | Київ             | Україна            | 2 – 1                   | Грузія               | товариський матч        | 1    | 64'      |
| 17-05-2002 | Москва           | Україна            | 2 – 0                   | Сербія та Чорногорія | товариський матч        | -    | 82'      |
| 19-05-2002 | Москва           | Україна            | 0 – 2                   | Білорусь             | товариський матч        | -    | 56'      |
| 21-08-2002 | Київ             | Україна            | 0 – 1                   | Іран                 | товариський матч        | -    | 56'      |
| 12-10-2002 | Київ             | Україна            | 2 – 0                   | Греція               | Відбір до ЧЄ 2004       | -    | 71'      |
| 16-10-2002 | Белфаст          | Північна Ірландія  | 0 – 0                   | Україна              | Відбір до ЧЄ 2004       | -    | 54'      |
| 12-02-2003 | Ізмір            | Туреччина          | 0 – 0                   | Україна              | товариський матч        | -    |          |
| 30-04-2003 | Копенгаген       | Данія              | 1 – 0                   | Україна              | товариський матч        | -    |          |
| 07-06-2003 | Львів            | Україна            | 4 – 3                   | Вірменія             | Відбір до ЧЄ 2004       | -    | 81'      |
| 11-06-2003 | Афіни            | Греція             | 1 – 0                   | Україна              | Відбір до ЧЄ 2004       | -    | 61'      |
| 20-08-2003 | Донецьк          | Україна            | 0 – 2                   | Румунія              | товариський матч        | -    | 46'      |
| 06-09-2003 | Донецьк          | Україна            | 0 – 0                   | Північна Ірландія    | Відбір до ЧЄ 2004       | -    | 72'      |
| 11-10-2003 | Скоп'є           | Україна            | 0 – 0                   | Північна Македонія   | товариський матч        | -    | 46'      |
| 18-02-2004 | Триполі          | Лівія              | 1 – 1                   | Україна              | товариський матч        | -    | 62'      |
| 31-03-2004 | Скоп'є           | Північна Македонія | 1 – 0                   | Україна              | товариський матч        | -    | 46'      |
| 28-04-2004 | Київ             | Україна            | 1 – 1                   | Словаччина           | товариський матч        | -    | 38'      |
| 06-06-2004 | Сен-Дені         | Франція            | 1 – 0                   | Україна              | товариський матч        | -    | 61'      |
| 15-08-2005 | Київ             | Україна            | 0 – 0 д.ч. (3 - 5 п.п.) | Ізраїль              | товариський матч        | -    | 56'      |
| 17-08-2005 | Київ             | Україна            | 2 – 1                   | Сербія та Чорногорія | товариський матч        | 1    | 60'      |
| 03-09-2005 | Тбілісі          | Грузія             | 1 – 1                   | Україна              | Відбір до ЧС 2006       | -    | 68'      |
| 28-02-2006 | Баку             | Азербайджан        | 0 – 0                   | Україна              | товариський матч        | -    | 46'      |
| 08-06-2006 | Люксембург       | Люксембург         | 0 – 3                   | Україна              | товариський матч        | -    | 58'      |
| 14-06-2006 | Лейпциг          | Іспанія            | 4 – 0                   | Україна              | ЧС 2006 - груповий етап | -    | 64'      |
| 19-06-2006 | Гамбург          | Саудівська Аравія  | 0 – 4                   | Україна              | ЧС 2006 - груповий етап | 1    | 71'      |
| 23-06-2006 | Берлін           | Україна            | 1 – 0                   | Туніс                | ЧС 2006 - груповий етап | -    | 55'      |
| 26-06-2006 | Кельн            | Швейцарія          | 0 – 0 д.ч. (0 - 3 п.п.) | Україна              | ЧС 2006 - 1/8 фіналу    | -    | 94'      |
| 06-09-2006 | Київ             | Україна            | 3 – 2                   | Грузія               | Відбір до ЧЄ 2008       | -    | 56'      |
| Усього     |                  | Матчів             | 75                      |                      | Голів                   | 15   |          |

## Титули та досягнення

### Гравець

#### Клубні
- «Динамо» (Київ)

Чемпіон України: 1993, 1994, 1995, 1996, 1997, 1998, 1999, 2000, 2007: Володар Кубка України: 1993, 1996, 1998, 1999, 2000, 2006, 2007: Володар Суперкубка України: 2006: Володар Кубка Першого каналу: 2008
- «Фенербахче»

Чемпіон Туреччини: 2004
- «Рубін»

Чемпіон Росії: 2008, 2009

#### Індивідуальні
- Футболіст року в Україні: 1996, 1998
- Футболіст року в чемпіонаті України: 1996, 1998, 1999
- Найкращий гравець чемпіонату України: 1997/98, 1999/2000, 2005/06
- Найкращий бомбардир чемпіонату України: 1997/98
- Найкращий бомбардир чемпіонату України за всю історію
- Член Клубу бомбардирів Олега Блохіна — 218 голів
- Перший гравець, який забив 100 м'ячів у вищому дивізіоні Україні. Його ім'ям названо символічний Клуб Сергія Реброва, куди входять гравці, які забили тризначну кількість м'ячів в українському чемпіонаті.
- Рекордсмен за кількістю хет-триків у вищому дивізіоні України: 5[29]
- Найкращий гравець Кубка Першого каналу 2008
- Є одним з чотирьох гравців, які забивали у 5 стартових матчах Ліги чемпіонів (у сезоні 1997/98)[30]

### Тренер

#### Клубні
- «Динамо» (Київ)

Чемпіон України: 2015, 2016: Володар Кубка України: 2014, 2015: Володар Суперкубка України: 2016
- «Аль-Аглі»: Віцечемпіон Саудівської Аравії: 2017
- «Ференцварош»

Чемпіон Угорщини: 2019, 2020, 2021
- «Аль-Айн»

Чемпіон ОАЕ: 2022: Володар Кубка Ліги: 2022

#### Індивідуальні
- 50 найкращих тренерів світу (2015) — 33 місце (журнал FourFourTwo)[31]
- 50 найкращих тренерів світу (2016) — 35 місце (журнал FourFourTwo)[32]
- Найкращий тренер Ференцварошу (2010—2019)[33]

### Нагороди
- Кавалер ордена «За заслуги» ІІ ступеня (21 серпня 2020) — за значний особистий внесок у державне будівництво, соціально-економічний, науково-технічний, культурно-освітній розвиток України, вагомі трудові здобутки та високий професіоналізм[34]
- Кавалер ордена «За заслуги» III ступеня (1999).[35]
- Кавалер ордена «За мужність» III ступеня (2012).[36]